# Ernst Cassirer
Ernst Cassirer (28. července 1874 Vratislav (Breslau) – 13. duben 1945 New York) byl německo-americký novokantovský filozof, známý jako autor filozofie kultury, založené na teorii symbolů. Zabýval se také fenomenologií, gnozeologií (teorií poznání), filozofickou antropologií, filozofií vědy, estetikou a dějinami filozofie.

## Život
Narodil se v bohaté židovské rodině v tehdy německé Vratislavi (Breslau). V roce 1892 začal studovat právo a potom literaturu a filozofii na berlínské univerzitě, mimo jiné u Maxe Schelera a Georga Simmela, roku 1896 přešel na univerzitu v Marburgu, kde roku 1899 promoval u známého novokantovce Paula Natorpa prací o Descartově kritice matematického a vědeckého poznání. Roku 1902 se oženil a roku 1906 se v Berlíně habilitoval prací o problému poznání ve vědě a filozofii a působil zde jako soukromý docent. V téže době se spolu s Natorpem podílel na vydání Kantových sebraných spisů. Roku 1919 byl povolán jako profesor filozofie na nově založenou univerzitu v Hamburku, kde byl roku 1929 zvolen rektorem. Zde také v letech 1923–1929 vydal své nejznámější dílo, „Filosofie symbolických forem“, a intenzivně se zabýval filozofickými otázkami teorie relativity.
V roce 1929 se zúčastnil veřejné disputace s M. Heideggerem v Davosu, která vyvolala značnou pozornost, nepřinesla však významné výsledky. Po nacistickém převratu roku 1933 emigroval do Anglie a přednášel na Oxfordské univerzitě a roku 1935 přijal pozvání na univerzitu v Göteborgu, kde roku 1939 získal švédské občanství. Roku 1941 odjel do USA a přednášel nejprve na Yaleově univerzitě v New Havenu a od roku 1944 na Kolumbijské univerzitě v New Yorku, kde také zemřel. V New Yorku napsal svoji filozofickou antropologii, „Esej o člověku“ a své poslední dílo „O mýtu státu“, vydané posmrtně v roce 1946.

## Myšlení a dílo
Cassirerovo myšlení vychází z Natorpova novokantovství, oproti Kantovi však nechápe pojmy prostoru a času jako apriori, nýbrž jako „první zkušenosti“. Za skutečné apriori pokládá jen rozumové principy, například princip kauzality, nezbytný základ vědy. Odmítá také Kantovo rozdělení smyslového a rozumového poznání. Ve svých raných pracích se zabýval teorií poznání, zejména ve spisech o Descartovi a Leibnizovi. V díle „Substanční a funkční pojem“ (1910) ukazuje, že pojmy matematiky a přírodních věd neoznačují věci, nýbrž vztahy, jimiž vědy své předměty popisují. Úkolem matematiky ve vědě je právě popis vztahů, jež dovolují shrnout rozmanitost zkušenosti do přehledných jednotících kategorií.
V dalším období se Cassirer věnoval filozofii kultury. Odmítal rozdělení věd na přírodní a duchovní a rozvinul pojem symbolické formy jako výkladového schématu, jímž člověk vysvětluje svoji zkušenost. Filozofie se nemůže spokojit s úzkým pojetím poznání, ale musí se zabývat lidským prožíváním (Erleben) v plné šíři. O pochopení světa člověk usiluje nejen ve vědě, ale také v mýtu, v náboženství nebo v umění, a všude k tomu používá řeč. Na poznání se však nepodílejí pouze pojmy – jako u Kanta – nýbrž všechny typy symbolizací, na něž je každý vztah ke světu odkázán.
Středem, z něhož lidské organizování skutečnosti duchem vychází, není pouhé pozorování, nýbrž spíše činnost.
Činnost (Tun) znamená pro Cassirera především tvoření a utváření, jehož nejjednodušší formou je vymezování a vytváření perspektiv: každý smyslový vjem je perspektivní, a tedy vnímané už nějak utváří. Vnímání samo už pořádá smyslový materiál do různých tvarů, jejich vztahů a kontrastů a vtiskuje mu tak jistý smysl. Jen díky tomu můžeme vnímat předměty, a nikoli beztvarý chaos skvrn nebo zvuků. V symbolických formách dostávají tyto artikulace zkušenosti smysl a trvalost, jež teprve umožňují každé poznání i jednání.
Symbolické formy jednak
- vyjadřují zakoušené vůči druhým,
- představují je, například řečí, a
- abstraktně potom i něco znamenají.

Tomu odpovídá i členění „Filosofie symbolických forem“ do tří dílů: mýtus, jazyk a poznání.
Symbolické formy jsou původní a navzájem nepřevoditelné světy prožívání (Erlebniswelten), jako je jazyk, náboženství, právo, umění, technika a poznání, jež všechny vyrůstají ze společného podloží celistvě vnímajícího a prožívajícího mýtu. Filozofická antropologie nebo filozofie člověka má poskytovat náhled do struktur těchto světů a propojovat je do organického celku. Právě symbolické formy jsou tím, co člověka odlišuje od jiných živočichů a zároveň mu dává nový rozměr svobody. Řeč, umění, náboženství a věda jsou různé formy tohoto osvobozování jako postupné objektivace a racionalizace. Filozoficko-antropologický výměr člověka by tedy mohl znít, že je to bytost „schopná forem“.
Ve svém posledním díle, „Mýtus státu“ analyzuje Cassirer myšlenkové a společenské kořeny nacismu. Nachází je ve ztrátě jistot a pocitu bezpečí, jež vedlo ke ztrátě důvěry v moderní racionalitu a k napůl nevědomému návratu k mýtu. Myšlenkové kořeny německého nacismu vidí už v německé romantice a v jejím iracionalismu. Naopak obranou musí být výchova k racionálnímu užívání lidské svobody.

## Význam a vliv
Mezi Cassirerovými žáky vynikl například Hans Reichenbach nebo Leo Strauss, antropolog Arnold Gehlen a další. Větší vliv měl Cassirer v USA, kde se k němu hlásila filozofka Susan K. Langerová, sociolog Talcott Parsons i antropolog Clifford Geertz. Od osmdesátých let 20. století zájem o jeho dílo oživl i v Evropě.